# AAU-Cubesat 2
AAU-Cubesat 2 (auch AAUSAT-II) ist ein dänischer Technologieerprobungs- und Amateurfunksatellit.

## Aufbau und Mission
AAU-Cubesat 2 wurde von Studenten des Ålborg Universitetscenters entwickelt und gebaut. Er ist ein Picosatellit und wurde nach der Cubesat-Architektur gebaut. Er besteht aus einer Cubesateinheit (1U). Der Satellit diente der Ausbildung von Studenten, der Weltraumerprobung eines Gammastrahlen-Detektors mit Cadmiumzinktellurid und der Inbetriebnahme eines Digipeaters für Zweiwegverbindungen von Funkamateuren.
Er wurde am 28. April 2008 mit einer indischen PSLV-Rakete zusammen mit der Hauptnutzlast Cartosat-2A und den  Satelliten CanX 2, CUTE-1.7 + APD II, Delfi-C3, COMPASS-1, SEEDS 2 und Rubin 8 vom Satish Dhawan Space Centre aus in einen Low Earth Orbit gestartet.
Seine COSPAR-Bezeichnung lautet 2008-021F.